# 张颐 (明朝医生)
张颐，字养正，明朝苏州府吴县（今江苏省苏州市）人。
张颐与祁门汪机、杞县李可大、常熟缪希雍都精通医术，治病多奇效。张颐治病以保养元气为主，处方多用参术，经常有效。中年因为目盲而医术荒废。